# باولو مارتن
باولو مارتن (بالإيطالية: Paolo Martin)‏ هو مصمم إيطالي، ولد في 7 مايو 1943 في تورينو في إيطاليا.